# 段轮一
段轮一（1951年11月—），男性，河北高阳人。中华人民共和国政治人物。1979年9月加入中国共产党。华中工学院（今华中科技大学）计算机系计算机专业毕业，中南财经大学（今中南财经政法大学）工业经济系工商管理专业在职研究生学历。

## 生平
历任武汉市电子工业局局长，市经济委员会副主任、主任，市委工委书记，副市长；中共荆州市委书记、市人大常委会主任；湖北省人民政府秘书长、办公厅主任等职。2008年1月当选湖北省政协副主席，同年7月被补选为湖北省人民政府副省长，2012年1月请辞，改任省政府资政。